# Quezon (Nueva Ecija)
Pour les articles homonymes, voir Quezon.
Quezon est une municipalité de la province de Nueva Ecija, aux Philippines.